# Withania
Withania là một chi thực vật có hoa thuộc họ cà, Solanaceae.

## Hình ảnh

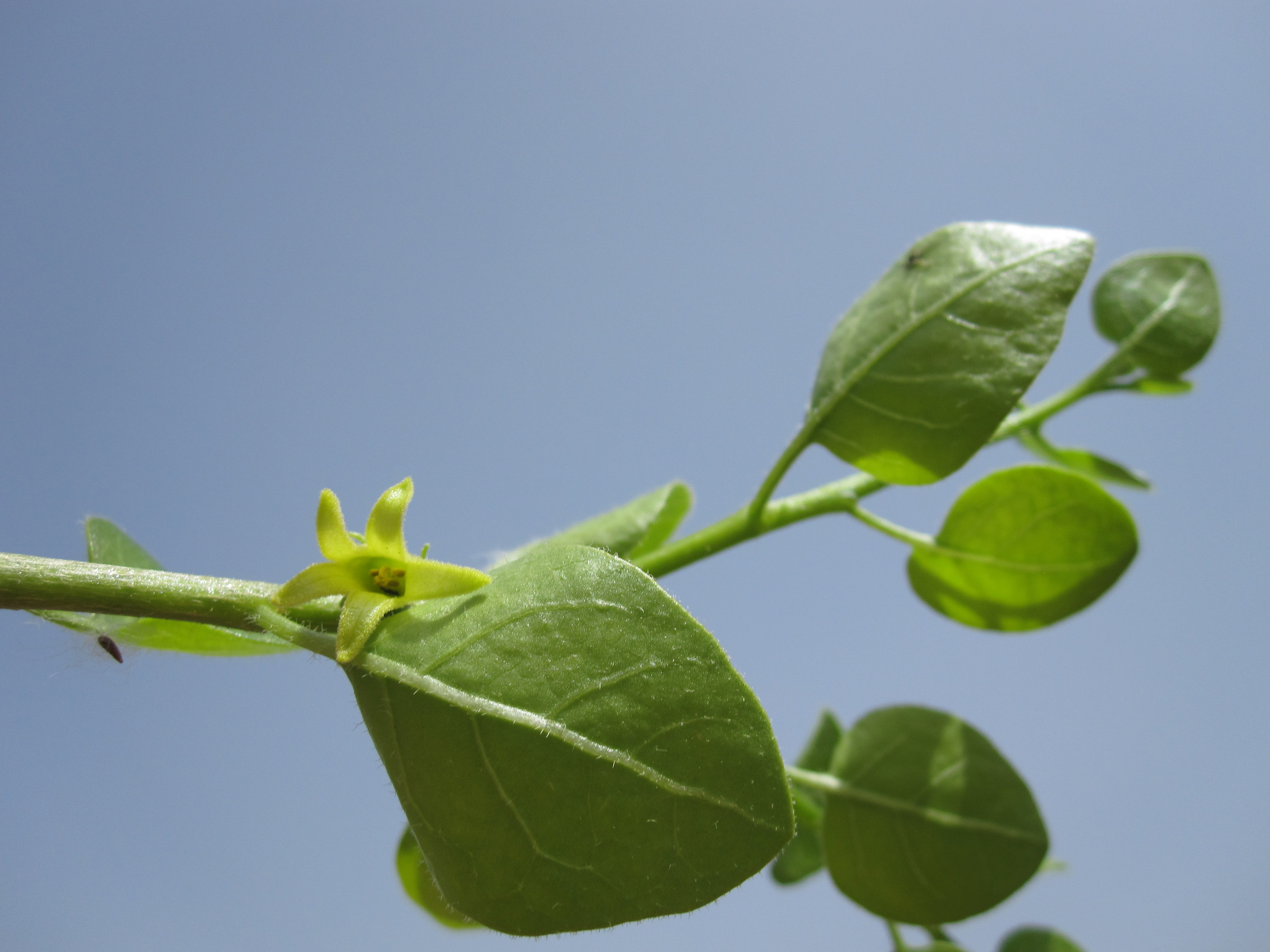
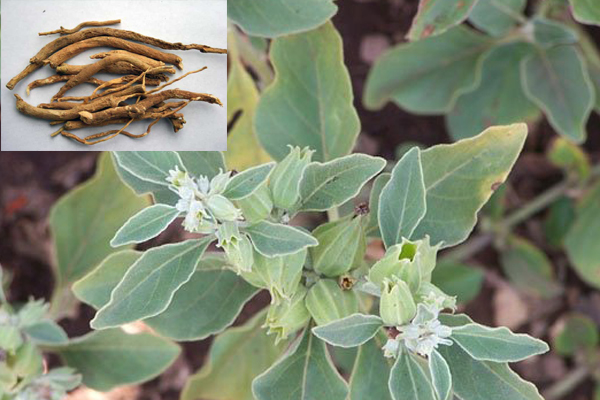
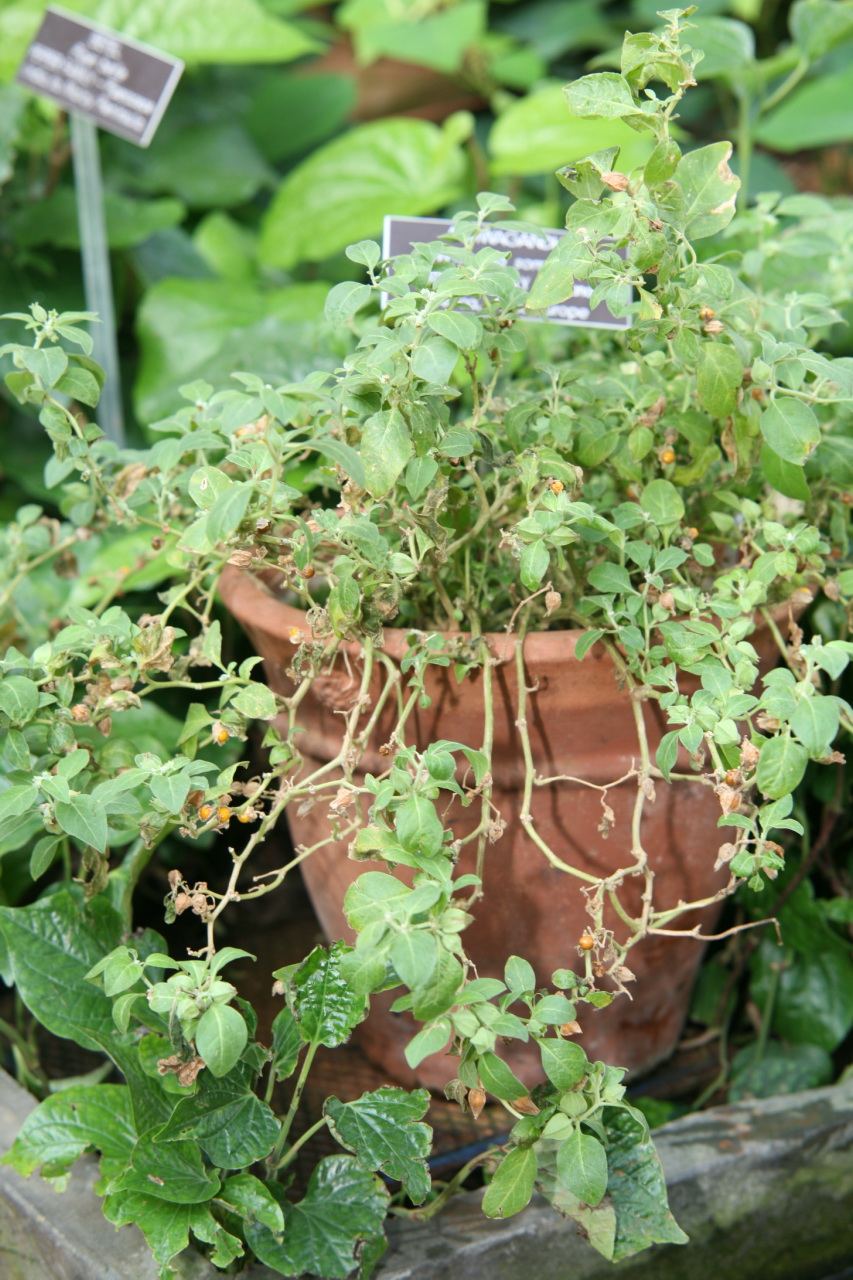

## Các loài tiêu biểu
- Withania adunensis Vierh.
- Withania riebeckii Schweinf.
- Withania somnifera (L.) Dunal – Ashwaganda, Indian Ginseng, Winter Cherry